# 殿前都点检
殿前都点检，禁军统帅之一，主管殿前親軍。五代后周时周世宗所置，至北宋宋太祖在建隆二年不再除授。

## 殿前司三衙制
| 殿前司令       | 三衙司制   | 置诸班直                                                 | 人数 | 主要職務                              |
| -------------- | ---------- | -------------------------------------------------------- | ---- | ------------------------------------- |
| 殿前都点检 (1) | 殿前领班值 | 殿前都指挥使 殿前副都指挥使                              | 2    | 二十五殿前司直衙使 护卫皇帝与宫廷安全 |
| 殿前都点检 (1) | 殿前领班值 | 殿前副都点检 殿前都虞候                                  | 2    | 二十五殿前司直衙使 护卫皇帝与宫廷安全 |
| 殿前都点检 (1) | 侍卫厢衙司 | (龙)虎捷右厢都指挥使 (虎)龙捷右厢副都指挥使              | 4    | 二十五殿前司直衙使 护卫皇帝与宫廷安全 |
| 殿前都点检 (1) | 侍卫厢衙司 | (虎)龙捷左厢都指挥使 (虎)龙捷左厢副都指挥使              | 4    | 二十五殿前司直衙使 护卫皇帝与宫廷安全 |
| 殿前都点检 (1) | 侍卫厢衙司 | (虎)龙捷左厢都虞候                                       | 2    | 二十五殿前司直衙使 护卫皇帝与宫廷安全 |
| 殿前都点检 (1) | 侍卫厢衙司 | (虎)龙捷右厢都虞候                                       | 2    | 二十五殿前司直衙使 护卫皇帝与宫廷安全 |
| 殿前都点检 (1) | 侍卫马军司 | 马军侍卫军都指挥使 马军侍卫军副都指挥使 马军侍卫军都虞候 | 4    | 二十五殿前司直衙使 护卫皇帝与宫廷安全 |
| 殿前都点检 (1) | 侍卫步军司 | 步军侍卫军都指挥使 步军侍卫军副都指挥使 步军侍卫军都虞候 | 4    | 二十五殿前司直衙使 护卫皇帝与宫廷安全 |

## 建制沿革
后周广顺二年（952年），太祖郭威以外甥李重进为殿前都指挥使、女婿张永德为殿前都虞候，殿前司的设立可能就是從此開始。显德元年（954年），世宗柴荣将李重进调任侍卫亲军马步军都虞候，而以张永德为殿前都指挥使，韩令坤为殿前都虞候。鉴于侍卫亲军在高平之战中一触即溃，柴荣决定扩编殿前亲军，于是招募天下豪杰，挑选武艺超群者分隶殿前诸班。三年（956年），柴荣以张永德为殿前都点检，赵匡胤为殿前都指挥使，殿前都点检之名始于此。
显德六年（959年），柴荣在北伐途中检视各地上书，发现有人用木板写有“点检作天子”五字，导致张永德受到柴荣猜疑。不久，柴荣病危回京，临终前解除了张永德的职务，而以赵匡胤为殿前都点检。翌年，恭帝柴宗训即位，趙匡胤发动陈桥兵变，建立宋朝，史稱北宋，是为宋太祖。北宋建隆元年（960年），赵匡胤以慕容延钊为殿前都点检，隔年慕容延钊即表请解职，殿前都点检此后不再除授。殿前司改由地位较低的殿前都指挥使、殿前副都指挥使、殿前都虞候节制。